# 藺子充
藺子充（1511年—？），字仲實，河南汝寧府汝陽縣人，民籍，明朝政治人物。

## 生平
嘉靖十三年（1534年）甲午科河南鄉試第三十七名舉人。嘉靖二十三年（1544年）中式甲辰科會試第二百三十七名，登第二甲第八十九名進士。授户部主事。

## 家族
曾祖藺珙；祖父藺欽，壽官；父藺澤，知縣。前母楊氏；母房氏。慈侍下。兄子完。弟子冠、子民。